# Winifred Watkins
Winifred May Watkins, FRS (6 de agosto de 1924 - 3 de octubre de 2003) fue una bioquímica y académica británica. Trabajó en la Facultad de Medicina de la Universidad Imperial de Londres.

## Primeros años
Watkins nació el 6 de agosto de 1924 en Shepherd's Bush, Londres, Inglaterra. Su padre trabajaba como grabador, pero era artista en su tiempo libre. Se dedicó a la ciencia después de ganar una beca en el Godolphin and Latymer School for Girls, en Hammersmith. En 1939, toda la escuela fue evacuada de Londres sin una planificación anticipada de dónde permanecería la escuela. Watkins regresó a Londres después de un año.
Su intención era estudiar medicina, pero la guerra la obligó a trabajar mientras estudiaba en el Politécnico de Chelsea. Comenzó una colaboración de por vida con Walter Morgan y obtuvo un permiso especial para ser acreditada en un trabajo conjunto, ya que carecía de las cualificaciones normalmente requeridas. Con el tiempo obtuvo una licenciatura en Física y Química en 1947 de la Universidad de Londres. Después de estudiar en la Escuela de Medicina del Hospital St Bartholomew, se doctoró en bioquímica de la Universidad de Londres en 1950.

## Carrera académica
Trabajó en la ciencia de la sangre y los grupos sanguíneos y se unió a un grupo de especialistas en el Instituto Lister. Fue nombrada profesora adjunta de bioquímica en la Universidad de Londres en 1965 y nombrada catedrática en 1968.
Tras la publicación de un importante artículo que explicaba la biosíntesis de los grupos sanguíneos, recibió fondos para trabajar en la Universidad de California.

## Premios
Tras recibir varios premios por su contribución a la transfusión sanguínea, fue elegida integrante de la Royal Society (FRS) en 1969 y de la Universidad de Londres en 1970.

La Royal Society le otorgó la Medalla Real en 1988. Formó parte de la Real Academia Sueca de Ciencias :
"En reconocimiento a sus contribuciones fundamentales a la comprensión de la genética bioquímica de los antígenos de carbohidratos en las superficies celulares y en las glicoproteínas secretadas."